# 環境音楽
環境音楽（かんきょうおんがく、英: ambient music）、アンビエント・ミュージックは、伝統的な音楽の構成やリズムよりも音色や雰囲気を重視した音楽のジャンルである。正味の構成、ビート、構造化されたメロディを持たないこともある。受動的、能動的なリスニングを可能にする音のテクスチャーの層を使用し、穏やかさや瞑想の感覚を促す 。このジャンルは、「雰囲気」、「視覚的」、「控えめ」な品質を呼び起こすと言われている。自然のサウンドスケープが含まれることもあり、ピアノ、弦楽器、フルートなどのアコースティック楽器の音がシンセサイザーでエミュレートされることもある。
このジャンルは、シンセサイザーなどの新しい楽器が広く市場に導入された1960年代から1970年代にかけて生まれた。20世紀初頭のフランスの作曲家、エリック・サティは、ダダイストに触発され、彼が家具の音楽(Musique d'ameublement)と名付けた、初期のアンビエント/バックグラウンドミュージックを生み出した。彼はこの音楽を、注目の的ではなくその活動の背景の雰囲気を作り出すために、夕食中に再生できる種類の音楽であると説明している。ミュジーク・コンクレート、ミニマル・ミュージック、ジャマイカのダブレゲエ、ドイツの電子音楽などのスタイルに先駆け、1978年にイギリスの音楽家ブライアン・イーノのアルバム『Ambient 1: Music for Airports』で顕著な名称と普及が見られた。イーノの見解によれば、アンビエントミュージックは「興味深いのと同じくらい無視できる存在でなければならない」とされる。1980年代後半、ハウスやテクノの隆盛とともにアンビエント・ミュージックは復活し、1990年代にはカルト的な人気を博した。アンビエント・ミュージックは、ニューエイジ・ミュージックやドローン・ミュージックの要素を持ち、作品によっては持続音や反復音が使用されることもある。
アンビエント・ミュージックは商業的には大きな成功を収めず、「飾り立てられたニューエイジから、退屈で無関係な技術的にとりとめもない即興演奏」までと批判された。しかしながら、特にインターネット時代には、長年にわたって一定の評価を得ていた。アンビエント・ミュージックは、その比較的オープンなスタイルから、クラシック、前衛音楽、フォーク、ジャズ、ワールドミュージックなど、他の多くのジャンルから影響を受けていることが多くある 。
2000年代以降に台頭するエレクトロニカやフォークトロニカもこのジャンルの系譜にあるといえる。

## 主なアーティスト
- アシュ・ラ・テンペル
- ヴァンゲリス
- エニグマ
- 喜多郎
- クラウス・シュルツェ
- KLF
- 坂本龍一
- ジ・オーブ
- ディープ・フォレスト
- 冨田勲
- バーズム（ダーク・アンビエント）
- ブライアン・イーノ
- ブラックドッグ
- ペンギン・カフェ・オーケストラ
- ボーズ・オブ・カナダ
- ポポル・ヴー
- マイケル・ナイマン
- ロジャー・イーノ
- Shoko Rasputin
- 細野晴臣